# Kanton Fleurance
Der Kanton Fleurance war bis 2015 ein französischer Wahlkreis in der Region Midi-Pyrénées. Er lag im Arrondissement Condom des Départements Gers. Hauptort war Fleurance.
Der 20 Gemeinden umfassende Kanton war 267,17 km² groß und hatte 10.551 Einwohner (Stand: 2012).

## Gemeinden
| Gemeinde              | Einwohner | Code postal | Code Insee |
| --------------------- | --------- | ----------- | ---------- |
| Brugnens              | 250       | 32500       | 32066      |
| Castelnau-d’Arbieu    | 187       | 32500       | 32078      |
| Céran                 | 149       | 32500       | 32101      |
| Cézan                 | 150       | 32410       | 32102      |
| Fleurance             | 6273      | 32500       | 32132      |
| Gavarret-sur-Aulouste | 129       | 32390       | 32142      |
| Goutz                 | 163       | 32500       | 32150      |
| Lalanne               | 91        | 32500       | 32184      |
| Lamothe-Goas          | 64        | 32500       | 32188      |
| Miramont-Latour       | 136       | 32390       | 32255      |
| Montestruc-sur-Gers   | 597       | 32390       | 32286      |
| Pauilhac              | 477       | 32500       | 32306      |
| Pis                   | 80        | 32500       | 32318      |
| Préchac               | 153       | 32390       | 32329      |
| Puységur              | 80        | 32390       | 32337      |
| Réjaumont             | 175       | 32390       | 32341      |
| Sainte-Radegonde      | 170       | 32500       | 32405      |
| La Sauvetat           | 335       | 32500       | 32417      |
| Taybosc               | 56        | 32120       | 32441      |
| Urdens                | 181       | 32500       | 32457      |